# Mejlby Sogn
Mejlby Sogn er et sogn i Århus Nordre Provsti (Århus Stift).
I 1800-tallet var Mejlby Sogn anneks til Todbjerg Sogn. Begge sogne hørte til Øster Lisbjerg Herred i Randers Amt. Todbjerg-Mejlby sognekommune blev ved kommunalreformen i 1970 indlemmet i Aarhus Kommune.
I Mejlby Sogn ligger Mejlby Kirke.
I sognet findes følgende autoriserede stednavne:
- Krannestrup (bebyggelse)
- Mejlby (bebyggelse, ejerlav)
- Mejlby Mark (bebyggelse)